# Allium speculae
Allium speculae är en amaryllisväxtart som beskrevs av Francis Marion Ownbey och Hannah Caroline Aase. Allium speculae ingår i släktet lökar, och familjen amaryllisväxter. Inga underarter finns listade i Catalogue of Life.